# Jennifer Baumgardner
Jennifer Baumgardner (1970) è una scrittrice, attivista e produttrice cinematografica statunitense il cui lavoro esplora i temi dell'aborto, sesso, bisessualità, stupro, genitori single e femminismo.
È conosciuta in particolare per il suo contributo allo sviluppo della terza ondata femminista.

## Biografia
Baumgardner è cresciuta a Fargo, nel Dakota del Nord, seconda di tre figlie. Ha frequentato la Lawrence University ad Appleton, Wisconsin, laureandosi nel 1992. Mentre era alla Lawrence, aiutò ad organizzare un "Guerrilla Theater" anti-guerra, guidò un gruppo femminista nel campus e co-fondò un giornale alternativo chiamato The Other. Si è trasferita a New York dopo la laurea e nel 1993 ha iniziato a lavorare come stagista non retribuita per la rivista Ms. Nel 1997 era diventata la più giovane redattrice del giornale.
Mentre lavorava a Ms, Baumgardner si innamorò di una stagista femminile, Anastasia. Si sono lasciate nel 1996, ma la relazione l'ha ispirata a scrivere il libro di memorie "Look Both Ways: Bisexual Politics". Nel 1997 ha iniziato a frequentare Amy Ray delle Indigo Girls; la coppia si sciolse nel 2002.
Attualmente vive a New York con suo marito Michael e due figli, Skuli e Magnus.

## Opere selezionate

### Libri
- (insieme a Amy Richards), ManifestA: Young Women, Feminism, and the Future, New York, Farrar, Straus and Giroux, 2000 ISBN 978-0-374-52622-1
- (insieme a Amy Richards) Grassroots: A Field Guide for Feminist Activism, New York, Farrar, Straus and Giroux, 2005 ISBN 978-0-374-52865-2
- Look Both Ways: Bisexual Politics, New York, Farrar, Straus and Giroux, 2007 ISBN 978-0-374-19004-0
- Abortion & Life, New York,  Akashic Books, 2008 ISBN 978-1-933354-59-0
- F 'em!: Goo Goo, Gaga, and Some Thoughts on Balls, California, Seal Press, 2011 ISBN 978-1-58005-360-0
- (insieme a Madeleine  Kunin), We Do: American Leaders who Believe in Marriage Equality,  Akashic Books, 2013 ISBN 978-1-61775-187-5

### Film
- Speak Out: I Had an Abortion, 2005, co-produttore[1]
- It Was Rape, 2013, direttore, produttore[2]

### Articoli
- The Legacy of Campus Rape[3]